# Putoniessa nigra
Putoniessa nigra är en insektsart som beskrevs av Walker 1862. Putoniessa nigra ingår i släktet Putoniessa och familjen dvärgstritar. Inga underarter finns listade i Catalogue of Life.